# Diego Corozo
Diego Corozo (n. Guayaquil, Ecuador; 25 de diciembre de 1990) es un futbolista ecuatoriano. Juega de lateral derecho y su equipo actual es Sociedad Deportiva Aucas de la Serie A de Ecuador.

## Trayectoria
Inició en el torneo provincial de Segunda Categoría del Guayas, jugando en el club Espol. En 2009 llegó a la Grecia de Chone para disputar la Serie B.
En 2011 llegó a River Plate Ecuador, donde tuvo destacadas actuaciones, por tal razón fue fichado por el Club Sport Emelec, equipo de la Serie A de Ecuador. En 2017 lo cede a préstamo a Fuerza Amarilla de Machala.
En 2018 firmó con Delfín Sporting Club y fue parte del equipo campeón de la LigaPro en 2019, también del subcampeonato de la Copa Ecuador 2018-19. En 2020 ficha por 9 de Octubre donde logra el título de campeón de la Serie B de Ecuador y consecuente ascenso a Primera A.

## Estadísticas

### Clubes
Actualizado al último partido jugado el 28 de junio de 2023.
| Club                         | Div.          | Temporada     | Liga  | Liga  | Copas nacionales | Copas nacionales | Copas internacionales | Copas internacionales | Total | Total |
| Club                         | Div.          | Temporada     | Part. | Goles | Part.            | Goles            | Part.                 | Goles                 | Part. | Goles |
| ---------------------------- | ------------- | ------------- | ----- | ----- | ---------------- | ---------------- | --------------------- | --------------------- | ----- | ----- |
| Espol · Ecuador              | 3.ª           | 2008          | 13    | 0     | —                | —                | —                     | —                     | 13    | 0     |
| Espol · Ecuador              | Total club    | Total club    | 13    | 0     | 0                | 0                | 0                     | 0                     | 13    | 0     |
| Grecia · Ecuador             | 2.ª           | 2009          | 20    | 0     | —                | —                | —                     | —                     | 20    | 0     |
| Grecia · Ecuador             | 2.ª           | 2010          | 38    | 2     | —                | —                | —                     | —                     | 38    | 2     |
| Grecia · Ecuador             | Total club    | Total club    | 58    | 2     | 0                | 0                | 0                     | 0                     | 58    | 2     |
| River Ecuador · Ecuador      | 2.ª           | 2011          | 38    | 5     | —                | —                | —                     | —                     | 38    | 5     |
| River Ecuador · Ecuador      | 2.ª           | 2012          | 31    | 4     | —                | —                | —                     | —                     | 31    | 4     |
| River Ecuador · Ecuador      | Total club    | Total club    | 69    | 9     | 0                | 0                | 0                     | 0                     | 69    | 9     |
| Emelec · Ecuador             | 1.ª           | 2013          | 5     | 0     | —                | —                | 0                     | 0                     | 5     | 0     |
| Emelec · Ecuador             | 1.ª           | 2014          | 2     | 0     | —                | —                | 2                     | 0                     | 4     | 0     |
| Emelec · Ecuador             | 1.ª           | 2015          | 3     | 0     | —                | —                | 0                     | 0                     | 3     | 0     |
| Emelec · Ecuador             | 1.ª           | 2016          | 2     | 0     | —                | —                | 0                     | 0                     | 2     | 0     |
| Emelec · Ecuador             | Total club    | Total club    | 12    | 0     | 0                | 0                | 2                     | 0                     | 14    | 0     |
| Fuerza Amarilla · Ecuador    | 1.ª           | 2017          | 23    | 1     | —                | —                | 3                     | 0                     | 26    | 1     |
| Fuerza Amarilla · Ecuador    | Total club    | Total club    | 23    | 1     | 0                | 0                | 3                     | 0                     | 26    | 1     |
| Delfín S. C. · Ecuador       | 1.ª           | 2018          | 0     | 0     | —                | —                | —                     | —                     | 0     | 0     |
| Delfín S. C. · Ecuador       | 1.ª           | 2019          | 16    | 0     | 3                | 0                | 1                     | 0                     | 20    | 0     |
| Delfín S. C. · Ecuador       | Total club    | Total club    | 16    | 0     | 3                | 0                | 1                     | 0                     | 20    | 0     |
| 9 de Octubre F. C. · Ecuador | 2.ª           | 2020          | 11    | 0     | —                | —                | —                     | —                     | 11    | 0     |
| 9 de Octubre F. C. · Ecuador | Total club    | Total club    | 11    | 0     | 0                | 0                | 0                     | 0                     | 11    | 0     |
| Guayaquil Sport · Ecuador    | 2.ª           | 2021          | 10    | 1     | —                | —                | —                     | —                     | 10    | 1     |
| Guayaquil Sport · Ecuador    | Total club    | Total club    | 10    | 1     | 0                | 0                | 0                     | 0                     | 10    | 1     |
| Manta F. C. · Ecuador        | 2.ª           | 2022          | 27    | 0     | 1                | 0                | —                     | —                     | 28    | 0     |
| Manta F. C. · Ecuador        | Total club    | Total club    | 27    | 0     | 1                | 0                | 0                     | 0                     | 28    | 0     |
| Aucas · Ecuador              | 1.ª           | 2023          | 4     | 0     | 0                | 0                | 1                     | 0                     | 5     | 0     |
| Aucas · Ecuador              | Total club    | Total club    | 4     | 0     | 0                | 0                | 1                     | 0                     | 5     | 0     |
| Total carrera                | Total carrera | Total carrera | 243   | 13    | 4                | 0                | 7                     | 0                     | 254   | 13    |
| 1. 2.                        |               |               |       |       |                  |                  |                       |                       |       |       |

## Palmarés

### Campeonatos nacionales
| Título             | Club               | País    | Año  |
| ------------------ | ------------------ | ------- | ---- |
| Serie A de Ecuador | Emelec             | Ecuador | 2013 |
| Serie A de Ecuador | Emelec             | Ecuador | 2014 |
| Serie A de Ecuador | Emelec             | Ecuador | 2015 |
| Serie A de Ecuador | Delfín S. C.       | Ecuador | 2019 |
| Serie B de Ecuador | 9 de Octubre F. C. | Ecuador | 2020 |